# Église Hedwige-Éléonore
L'église Hedwige-Éléonore (suédois : Hedvig Eleonora kyrka) est une église paroissiale située dans le quartier d'Östermalm à Stockholm en Suède. Inaugurée le 21 août 1737, elle tient son nom de la reine Hedwige-Éléonore, épouse du roi Charles X Gustave.

## Histoire
La construction de l'église est décidée en 1664, sous le règne de Charles XI. C'est l'architecte Français huguenot Jean de la Vallée qui est chargé d'en dessiner les plans. La première pierre est posée en 1669, et le plan au sol octogonal est reproduit par Erik Dahlbergh dans son ouvrage Suecia antiqua et hodierna. Le chantier est cependant rapidement interrompu par manque d'argent, et on édifie sur les lieux une petite église provisoire en bois. Les travaux ne reprennent qu'en 1725, sous la direction cette fois de l'architecte Göran Josuæ Adelcrantz. L'église est finalement inaugurée le 21 août 1737.

## Extérieurs
L'extérieur de l'église reflète deux époques distinctes de la construction. La coupole se démarque en effet fortement de la partie inférieure du bâtiment, que ce soit par son style ou par ses dimensions. Elle est construite entre 1866 et 1868 sur des plans de l'architecte Fredrik Wilhelm Scholander, revus et amendés par l'architecte à la cour Bror Malmberg.

## Intérieurs
Le retable est un don du maître de forges Johan Clason, inauguré le jour de la Toussaint 1747. En arrière-plan, la représentation de Jésus sur la croix est peinte en 1738 par l'artiste Georg Engelhard Schröder. L'imposante chaire de style classique est une œuvre de l'intendant à la cour Jean Eric Rehn. Elle est inaugurée le jour de Noël 1784. Les fonts baptismaux portent l'inscription Anno 1678.
La grande cloche, fondue à Elseneur au Danemark en 1639 était destinée au château de Kronborg. Carl Gustaf Wrangel s'en empare en 1658 comme prise de guerre. Avec un poids de 4,73 tonnes, elle fait partie des cloches d'église les plus imposantes de Suède.

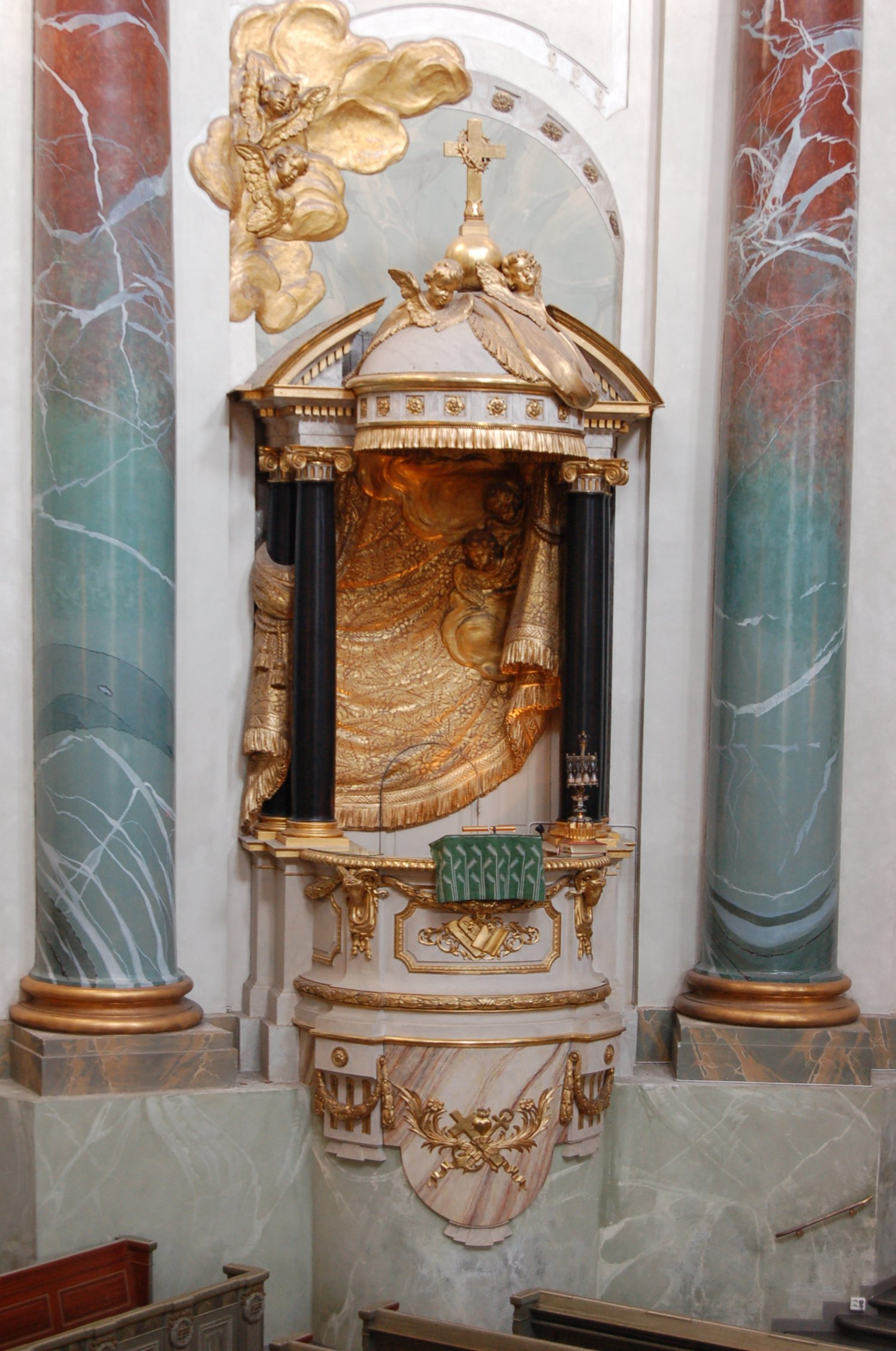
La chaire.
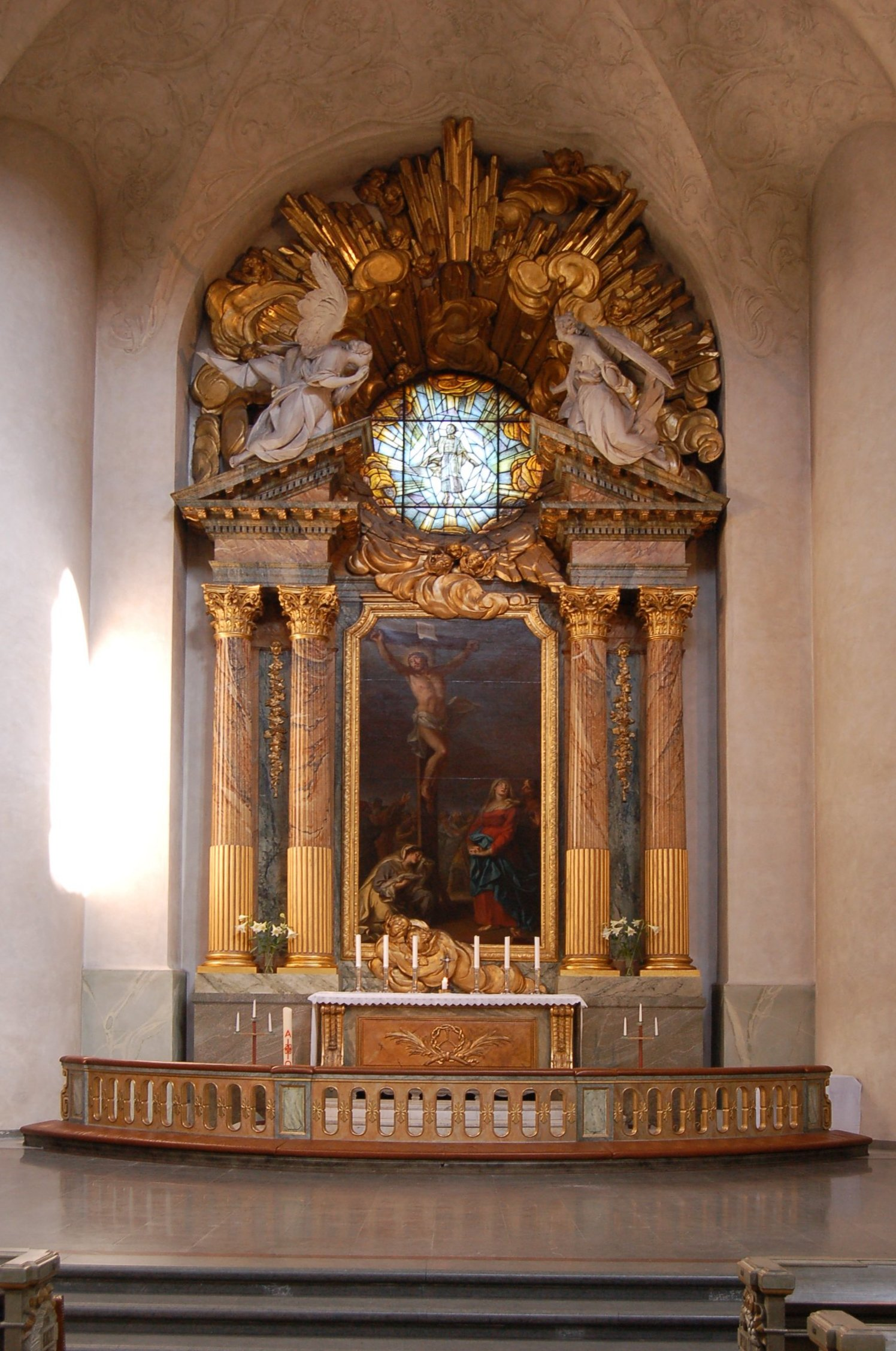
Le retable.
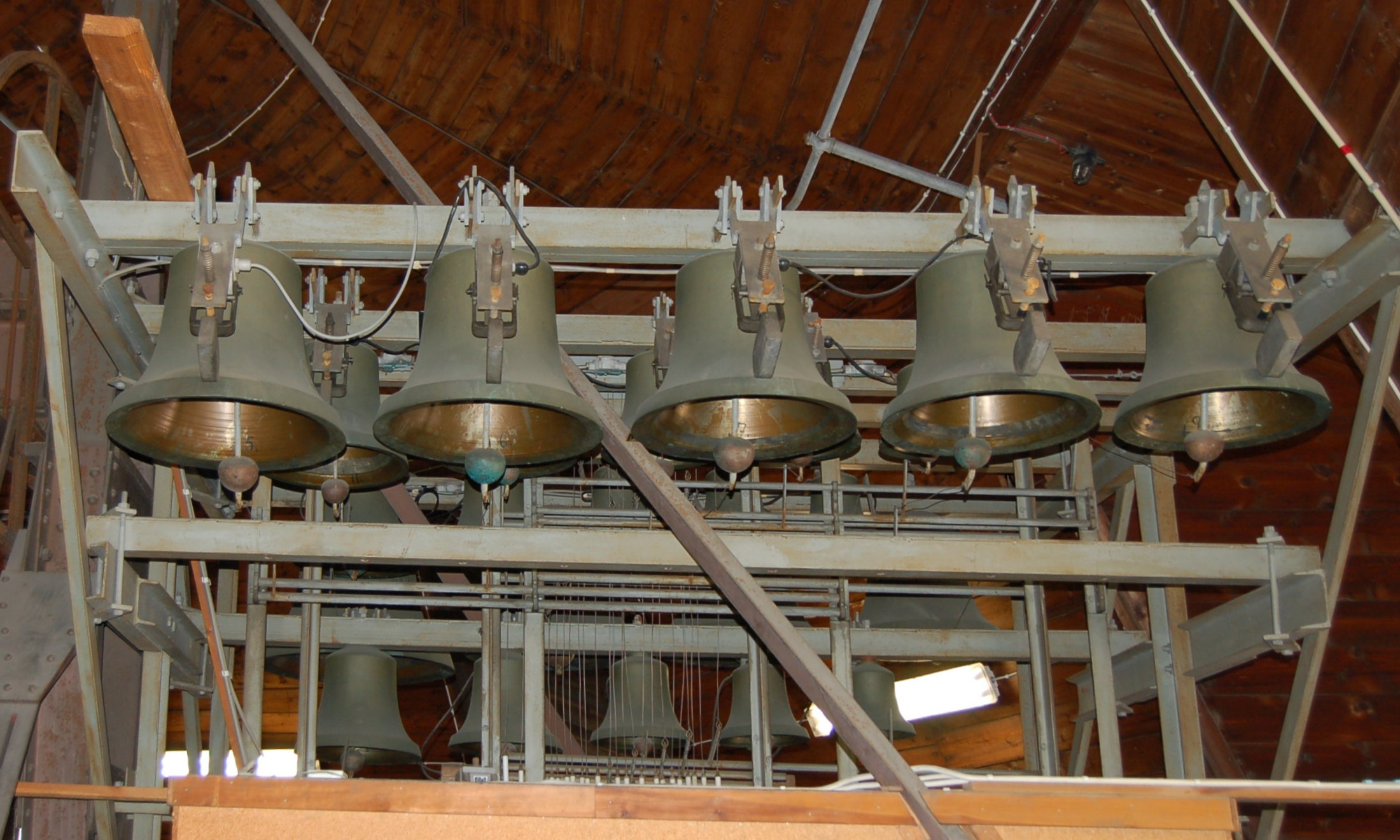
Le carillon.